# Korean Broadcasting System
Korean Broadcasting System (KBS) (koreansk: 한국방송공사; Hanguk Bangsong Gongsa) er et sydkoreansk radio-og tv-netværk etableret i 1927. Selskabet har hovedsæde i Seoul.

## Tv-kanaler

### Jordbaseret
- KBS1
- KBS2

### Kabel
- KBS N Life
- KBS Drama
- KBS N Sports
- KBS Joy
- KBS Kids
- KBS W
- KBS World (tilgængelig uden for Sydkorea)

## Radiostationer
- KBS Radio 1 (AM/FM)
- KBS Radio 2 (AM/FM)
- KBS Radio 3 (AM/FM)
- KBS 1FM (FM)
- KBS 2FM (89.1 MHz Cool FM)
- KBS Hanminjok Radio

## Datterselskaber og afdelinger
- KBS Media - division af produktionsvirksomheden.
- KBS Art Vision - afdeling for kunstnerisk vision.
- KBS Business - kommerciel afdeling.
- KBS N - betalings-tv-afdeling.
- KBS i - Internetafdeling, lukket i 2011.
- E-KBS
- KBS America - amerikansk datterselskab.
- KBS Japan - japansk datterselskab.

## Logo
- KBS logo 1973-1984).
- KBS tekst logo.